# 机智的上半场
《機智的上半場》（英文名稱：Be Your Self），2021年中國大陸現代勵志劇，阿里巴巴影業出品。由黎志、劉博文執導，沈月、章若楠、梁靖康、Vivienne Tien領銜主演，於2021年8月18日在優酷首播。台灣OTT平台LINE TV、LiTV 線上影視、myVideo同步播出。

## 劇情大綱
時年全中國高考者有942萬人，而能來到四川 重慶 西南傳媒大學者只有3,000人，在這羣體裡，也只有3個人能成為你的室友。
劇情自四名剛剛邁入大學校園的女孩的視角展開，講述了她們在大學四年中的成長故事 。
《機制的上半場》不只講述愛情，還探討多方面的主題，包括友情、親情、價值觀、自我認同、畢業規劃或其他有可能在青春時遇到人生課題。每個角色都有自己要面對的衝突與矛盾，也有四個女大生互相扶持幫忙的時候，而到了最後，每個角色都有成長和收獲。
此劇是一集一個單元，但劇情卻連貫順暢不突兀。

## 演员

### 領銜主演
四川 重慶 西南傳媒大學（5438室室友之一－01床）
- 沈月 饰 夏朗朗

```
   為人爽朗烙關，一開始與樊瀟雨不合，不過後來幾乎全寢的人都會和她商量煩心事。
   成績相當好的學霸，但是不太會自己做抉擇，很常在愛情中盲目失去去自我，因為喜歡高中同學馬亦然，明明有很好的成績卻沒有去讀對應能力的學校。夏朗朗的母親前期一直勸她重考，夏朗朗的家庭並不是特別富裕，因此她的母親希望她能藉著讀書翻轉自己的人生，但最後仍然選擇尊重她的選擇。
   在看透馬亦然後，夏朗朗沒有一味懊悔自己當初衝動的決定，還是堅持踏踏實實讀完大學四年。高中時不擅打扮，男生頭，帶著眼鏡，甚至還穿著束胸。上了大學逐漸改變，改戴隱眼。
   夏朗朗在一次又一次的迷茫中，逐漸成長，最終成原來的戀愛腦，變成能夠為自己著想、為自己做決定的獨立個體。
   在感情線的部分與大學的老師麥蒙從原本師生關係，變成朋友，後來兩人間的界線漸漸變得模糊。大四時，在夏朗朗打工的地方有前輩對夏朗朗釋出善意，不過夏朗朗最後明確拒絕了。
   夏朗朗是個肯努力，肯付出且堅強的角色，雖然不論是愛情或是後來的實習，她都歷經挫折，但經過鼓勵後夏朗朗總能再度站起，重新戰鬥。
   最後到北京去當派駐記者，靠自己的努力，走上自己想走的路。
```

四川 重慶 西南傳媒大學（5438室室友之一－03床）
- 章若楠  饰 皇甫淑敏

```
   嬌生慣養的小公主（公主病患者），會懶得從浴室裡拿手機，也會懶得自己洗衣服，甚至裝過病，就是希望別人多照顧自己一點。十點上床，但是與母親通電話時不論別人是否就寢，電話都是開擴音的，到後來有機會，她才檢討自己。因為皇甫淑敏是早產兒，她的母親甚至會打電話給其他三位室友，問問看皇甫淑敏的生活過得如何，總是要楊嘉倩多照顧自己的女兒。
   對愛情有憧憬，迷信塔羅牌，或是一些轉運小物。一開始有一個法國的男朋友，但很快就分手。之後籃球隊的隊長赤木誤認為是自己的真命天子，也以此為契機加入啦啦隊。因為被法國的男友放鴿子，所以認識了周虞，自己說周虞不是自己喜歡的型。為了給樊瀟雨的戀愛小課堂交作業，跑去套路原本就喜歡自己的周虞，在被告白後，也答應和周虞在一起。很容易因為一點小事就鬧脾氣，愛撒嬌，交往後總是在吵分手，但沒有一次是真的想分手。
   在經歷過生命中最大的變故之後，變得成熟了些，與周虞遇過兩次感情的危機，但是後來還是一起攜手度過。
   最後和周虞決定一起離開重慶，搬回老家上海工作陪伴自己的父親。
```

四川 重慶 西南傳媒大學（5438室室友之一－02床）
- Vivienne Tien（薇薇） 饰 樊瀟雨

```
   福建（泉州）富商的千金（前妻），因為對父母的離異感到不服，一開始並不想和父親的新家庭好好相處，大學開學前二日，被父親斬斷金源，也曾想要自力更生（雖然是變賣以前所買的名牌物品與包包，亦因此誤打誤撞地認識了大五學長）。看似豪放自信，但其實是一個很在意他人感受的人，常常檢討自己，遇到煩惱就會撕紙，不會太和人說自己的糾結，然而常常因為自己的表面瀟灑的恣意妄為傷害到人。
```

四川 重慶 西南傳媒大學（5438室室友之一－04床）
- 張歆怡 饰 楊嘉倩

```
   媽媽是中學教導主任，在中學被同學誤認做告密者，實則媽媽都會偷看她的筆記本，以管控學生的訊息，上了大學，脫離了媽媽的管控並認識了皇甫淑敏、樊瀟雨及夏朗朗三位室友（5438室的大姊頭），兼顧課業的同時並開始了追星-賈斯汀之旅，最終如願做了賈斯汀的助理。
```

- 梁靖康 饰  范輕舟

### 其他演員
- 張志浩（主演） 饰 陸續文
- 翟子路（主演） 饰 周虞，是皇甫淑敏小一屆的學弟，經常刺激及鼓勵皇甫淑敏，爭取獨立自主與自信。
- 李佳航 （特別出演） 饰  麥蒙，是夏朗朗研究生師兄，也是她們那屆的輔導老師。
- 丁冠森（特別出演） 饰 雷東強（雷子），大五學生（延畢生）。學妹樊瀟雨口中的「咚咚鏘」師兄。
- 劉鈞（友情出演） 饰 樊爸爸
- 倪虹潔 （友情出演） 饰 皇甫媽媽
- 敖瑞鵬（友情出演） 饰  馬亦然
- 王以綸 （友情出演） 饰  高遠
- 劉潔（友情出演） 飾 周虞媽媽
- 劉佳  饰  莫莉，是夏朗朗研二師姐，於培訓學院人才招募上，在助理申請項目，暗助夏朗朗錄取。
- 王漪淼  饰  黃飛虹
- 呂妍  饰  唐苑淇
- 崔雨鑫  饰  斌哥
- 吳幸鍵  饰  賈斯丁
- 熊曉雯  饰 朗朗媽媽
- 馮波  饰 張慧珊（楊嘉倩的媽媽）
- 高子灃  饰 皇甫爸爸
- 方曉莉  饰 樊媽媽
- 查杰  飾 吳岩，是夏朗朗上一屆的師兄，與夏朗朗一同參與比賽活動，以歌唱、大合唱為比賽亮點。
- 龔鋭 飾 赤木，籃球選手，

## 电视剧歌曲
| 《機智的上半場》 影視劇原聲帶 | 《機智的上半場》 影視劇原聲帶 | 《機智的上半場》 影視劇原聲帶 | 《機智的上半場》 影視劇原聲帶      | 《機智的上半場》 影視劇原聲帶  |
| 曲序                          | 曲目                          |                               | 作曲                               | 演唱                           |
| ----------------------------- | ----------------------------- | ----------------------------- | ---------------------------------- | ------------------------------ |
| 1.                            | 一無所有時的愛情（主題曲）    | 呂易秋                        | 楊展鴻、佳旺                       | A-Lin                          |
| 2.                            | 我的形狀（片尾曲）            | 占逸君                        | 嚴世銘、李雲儀、陳珮瑄             | 沈月、章若楠、薇薇、張歆怡     |
| 3.                            | 有恃無懼（插曲）              | 鄭楠                          | 鄭楠                               | 鄭楠                           |
| 4.                            | 倔強（插曲）                  | 阿信                          | 阿信                               | 沈月（劇中演唱），原唱：五月天 |
| 5.                            | 猝不及防（插曲）              | 呂易秋                        | Dennis Law、林巧兒、洪健瑞、孫佩佳 | 姚慧                           |
| 6.                            | 4 Love（插曲）                | 鄭楠                          | 鄭楠                               | 姚慧                           |
| 7.                            | 一葉輕舟（插曲）              | 黎志                          | 丁冠森                             | 丁冠森                         |
| 8.                            | 再見 再見（插曲）             | 毛川                          | 毛川                               | 逃跑計畫                       |
| 9.                            | 彎彎的月亮（插曲）            | 李海鷹                        | 李海鷹                             | 劉歡（原唱）                   |

## 外部連結
- 電視劇《機智的上半場》的新浪微博
- 豆瓣电影上《机智的上半场》的資料 （简体中文）
- 互联网电影数据库（IMDb）上《机智的上半场》的资料（英文）
- 在優酷上觀看《機智的上半場》（简体中文）
- 在YOUKU上觀看《機智的上半場》（繁體中文）